# Florian Graf
Florian Graf (Freyung, 24 de julio de 1988) es un deportista alemán que compite en biatlón. Ganó cuatro medallas en el Campeonato Europeo de Biatlón entre los años 2011 y 2016.

## Palmarés internacional
| Campeonato Europeo | Campeonato Europeo           | Campeonato Europeo | Campeonato Europeo |
| Año                | Lugar                        | Medalla            | Prueba             |
| ------------------ | ---------------------------- | ------------------ | ------------------ |
| 2011               | Val Ridanna (Italia)         | Medalla de oro     | Relevos            |
| 2014               | Nové Město (República Checa) | Medalla de bronce  | Relevos            |
| 2016               | Tiumén (Rusia)               | Medalla de oro     | Salida en grupo    |
| 2016               | Tiumén (Rusia)               | Medalla de bronce  | Persecución        |